# Bruchhauser Steine

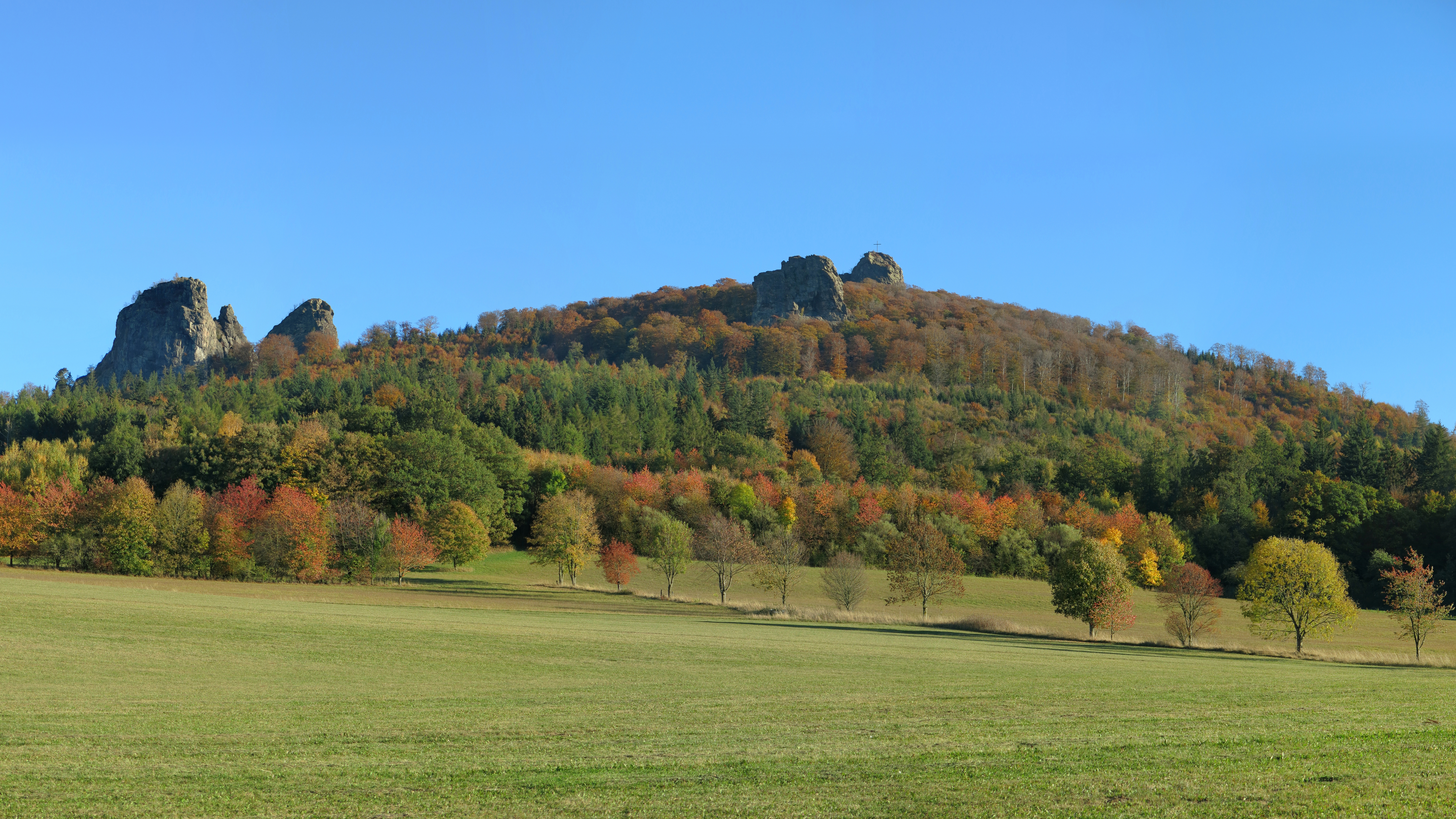
Istenberg mit Bruchhauser Steinen, Ansicht von Nordwesten

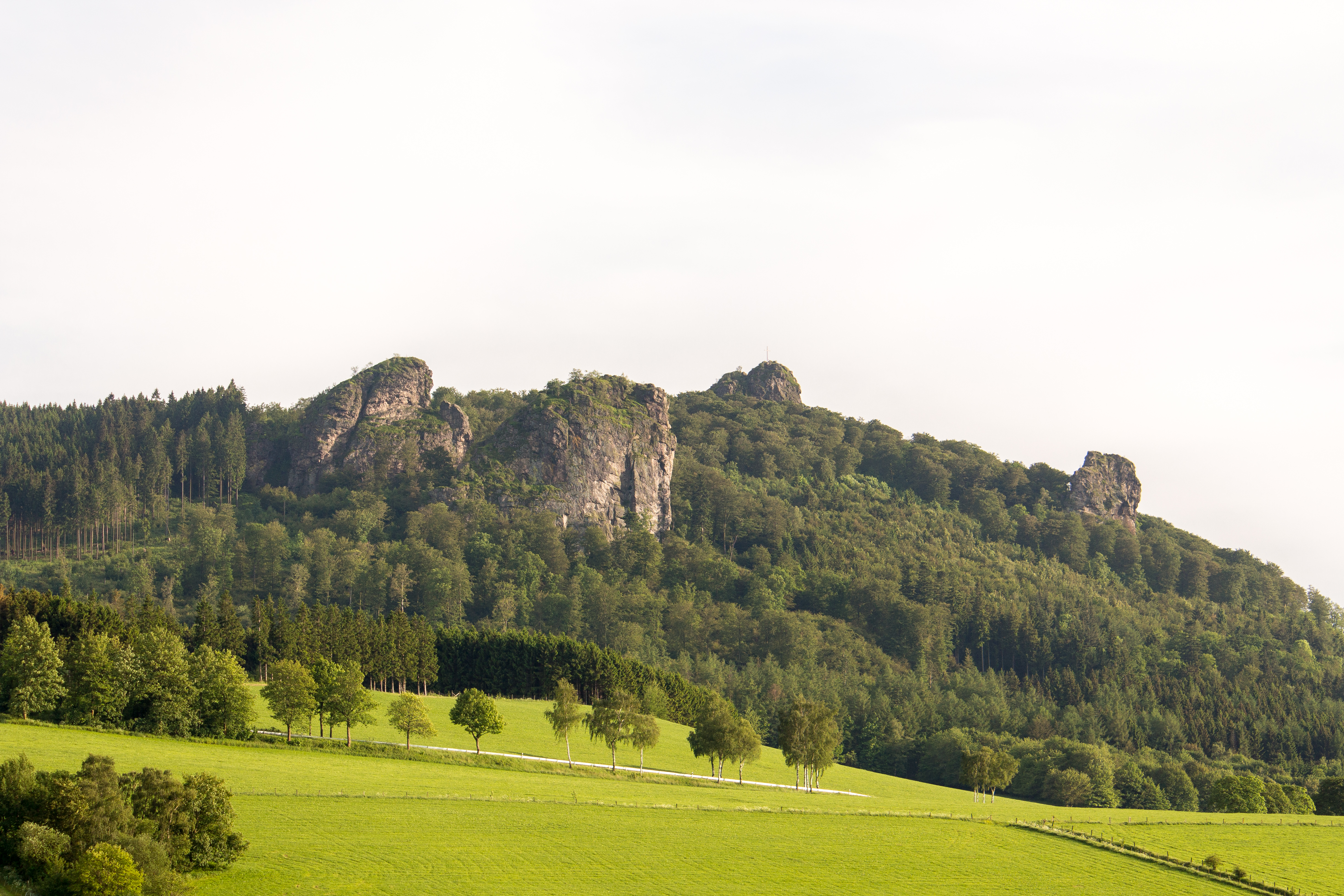
Bruchhauser Steine von Norden:
Goldstein, Bornstein, Feldstein und Ravenstein (von links nach rechts);
mit L 743 (vorne; an Baumreihe)

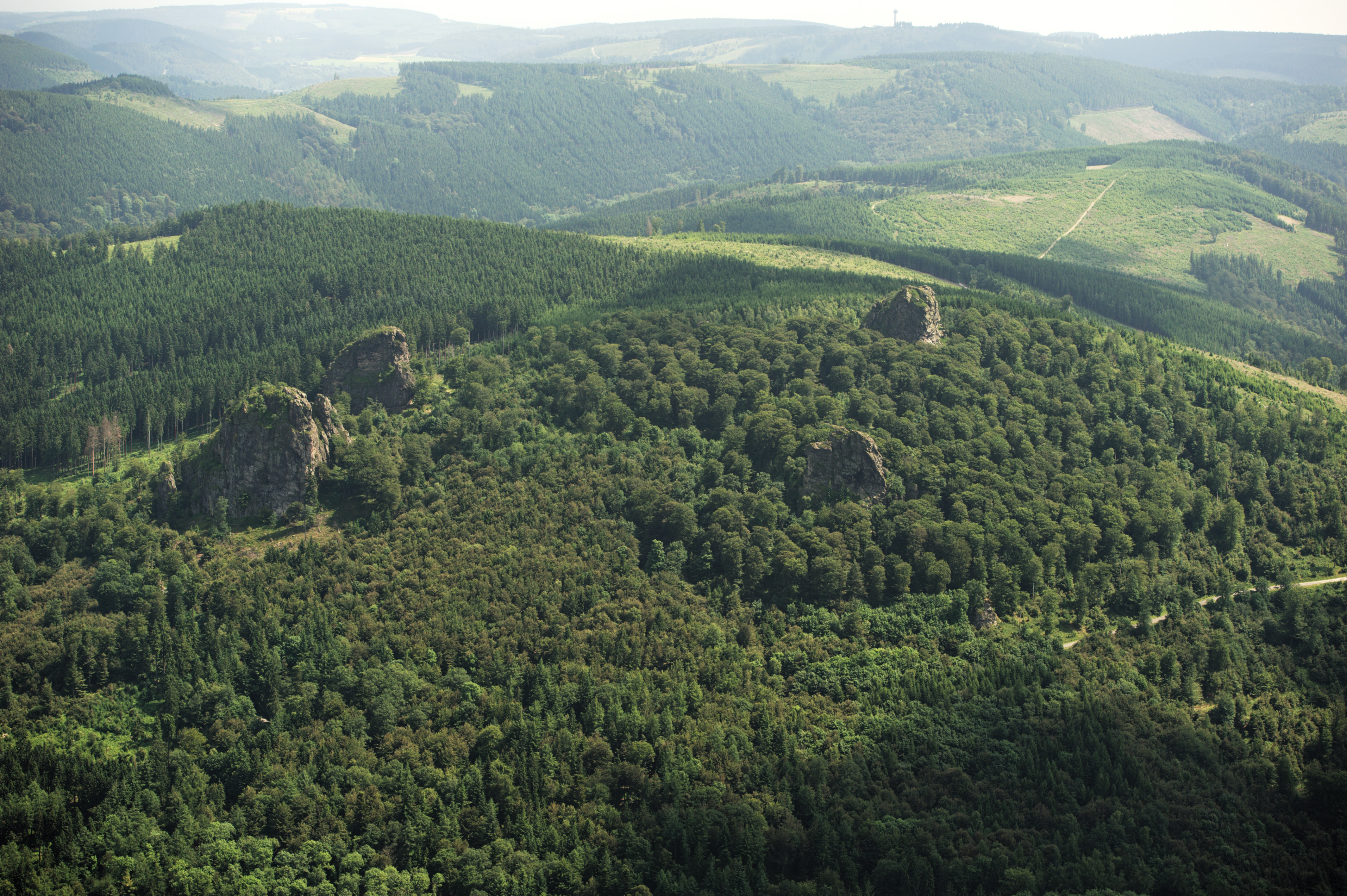
Bruchhauser Steine aus der Luft:
– links Bornstein, dahinter Goldstein
– rechts Ravenstein, dahinter Feldstein
(Hochheideturm am Südost-Horizont)

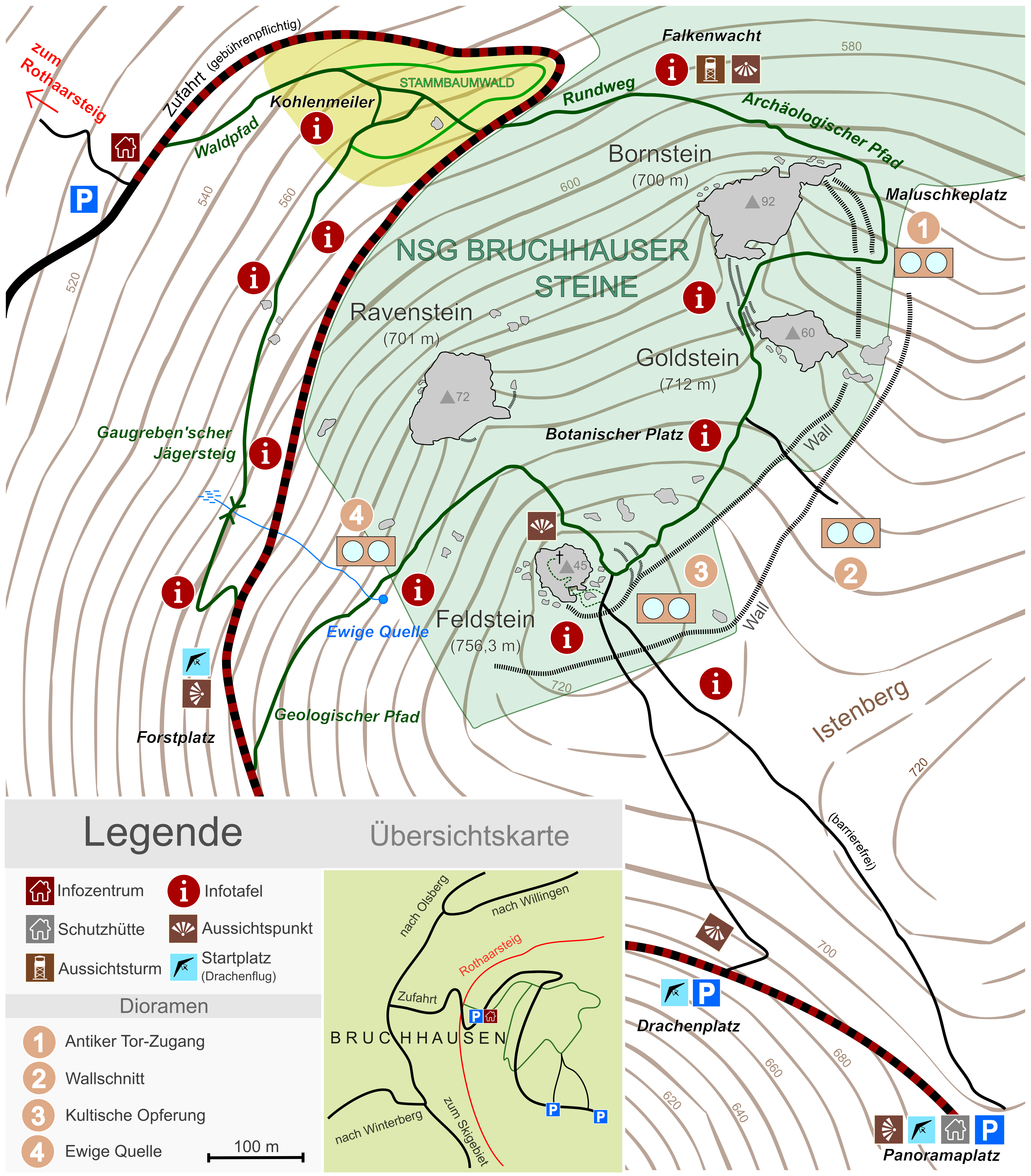
Karte der Bruchhauser Steine

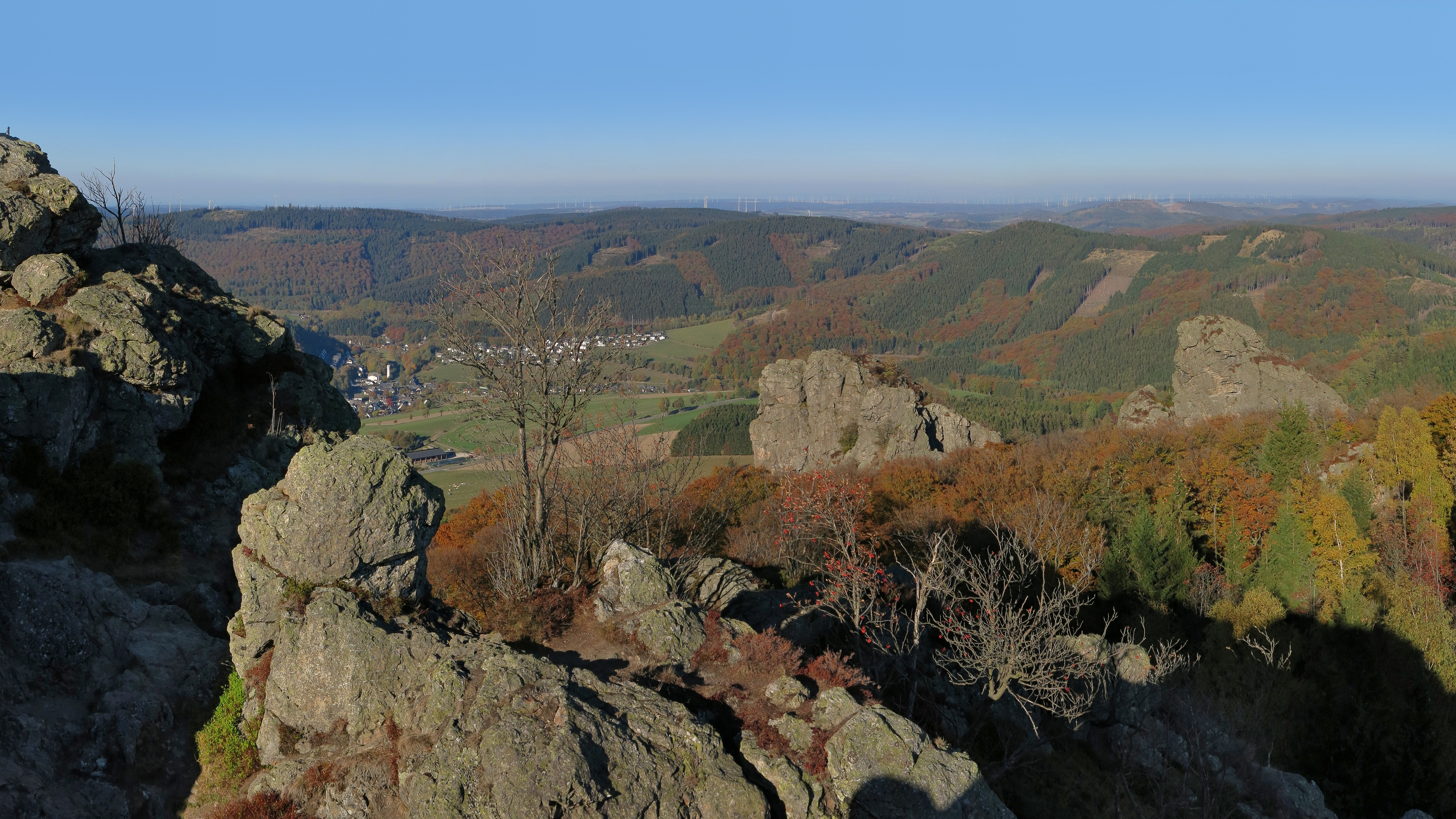
Blick vom Feldstein nordostwärts zum Bornstein (links) und Goldstein (rechts) mit Ginsterkopf (mittig) im Hintergrund

Die Bruchhauser Steine sind eine Felsformation mit vier Hauptfelsen auf dem ohne die Steine nur 728 m ü. NHN hohen Istenberg im Rothaargebirge, der jedoch mit dem an der Spitze höchsten von ihnen, dem Feldstein, eine Höhe von 756 m erreicht. Sie stehen bei Bruchhausen im nordrhein-westfälischen Hochsauerlandkreis.
Die Felslandschaft ist als Bodendenkmal, als Naturschutz-, Fauna-Flora-Habitat-, Vogelschutzgebiet und Nationales Naturmonument ausgewiesen. Die Felsen wurden außerdem als Nationaler Geotop ausgezeichnet und sind als ein schützenswertes Element des geologischen Erbes ein Bestandteil des Nationalen GeoParks GrenzWelten.
Der höchste Felsen, der Bornstein, ist 92 m hoch. Zwischen den vier Hauptfelsen lag früher die Wallburg Bruchhauser Steine.

## Geographie

### Lage
Die Bruchhauser Steine stehen im Nordteil des Rothaargebirges auf dem Nordwesthang des ohne sie 728 m hohen Istenberges, der sich östlich des dörflichen Stadtteils Bruchhausen von Olsberg erhebt, bei dem der Ruhr-Zufluss Gierskoppbach wie auch dessen Zufluss Medebach entspringen. Die Felsen sind im Mittel etwas weniger als 600 m vom Berggipfel entfernt.

### Naturräumliche Zuordnung
Die Bruchhauser Steine gehören als Teil des Istenbergs in der naturräumlichen Haupteinheitengruppe Süderbergland (Nr. 33), in der Haupteinheit Rothaargebirge (mit Hochsauerland) (333) und in der Untereinheit Hochsauerländer Schluchtgebirge (333.8) zum Naturraum Schellhorn- und Treiswald (333.82), in dem sie eine Singularität der 4. bis 7. Ordnung bilden. Die Landschaft fällt in westlichen Richtungen in den Naturraum Bödefelder Mulde (mit Assinghauser Grund) (333.80) ab.

## Die vier Steine
Die vier Hauptfelsen der Bruchhauser Steine heißen – mit Felshöhe in Metern (m), Höhe in Metern (m) über Normalhöhennull (NHN) und Grundfläche in Quadratmetern (m²):

### Bornstein
Der Bornstein (im Nordnordosten) ist der mit etwa 92 m Felshöhe höchste der vier Felsen. Sein Gipfel befindet sich auf rund 700 m Höhe. Die Grundfläche des Felsens beträgt etwa 5.000 m². Die Bezeichnung Born leitet sich vom mittelniederdeutschen Wort borne für Quelle oder Brunnen ab und bezieht sich auf eine natürliche Wasseransammlung auf dem Gipfel. Der Fels ist bevorzugter Brutplatz der Wanderfalken.

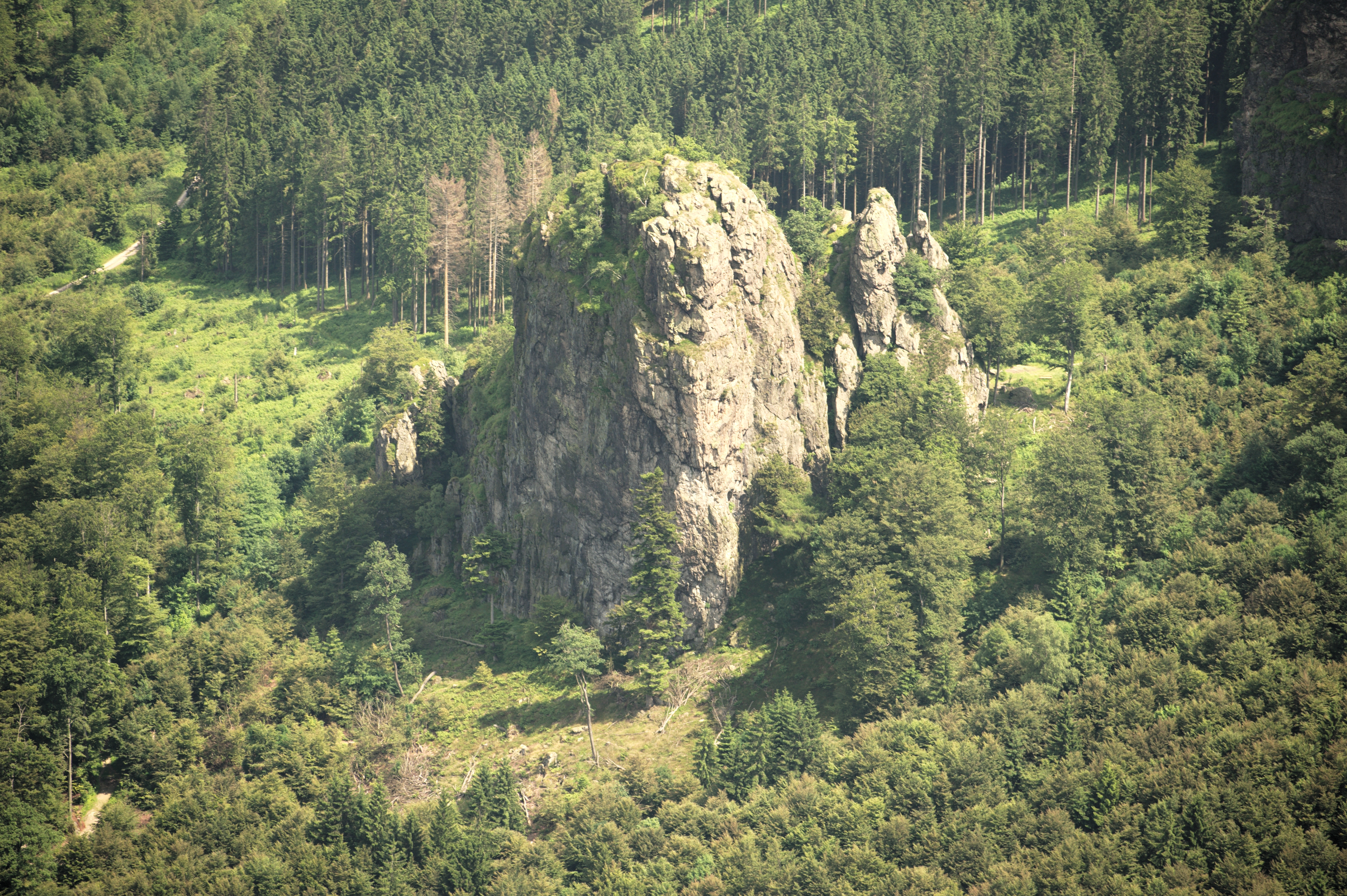
Bornstein im Sommer
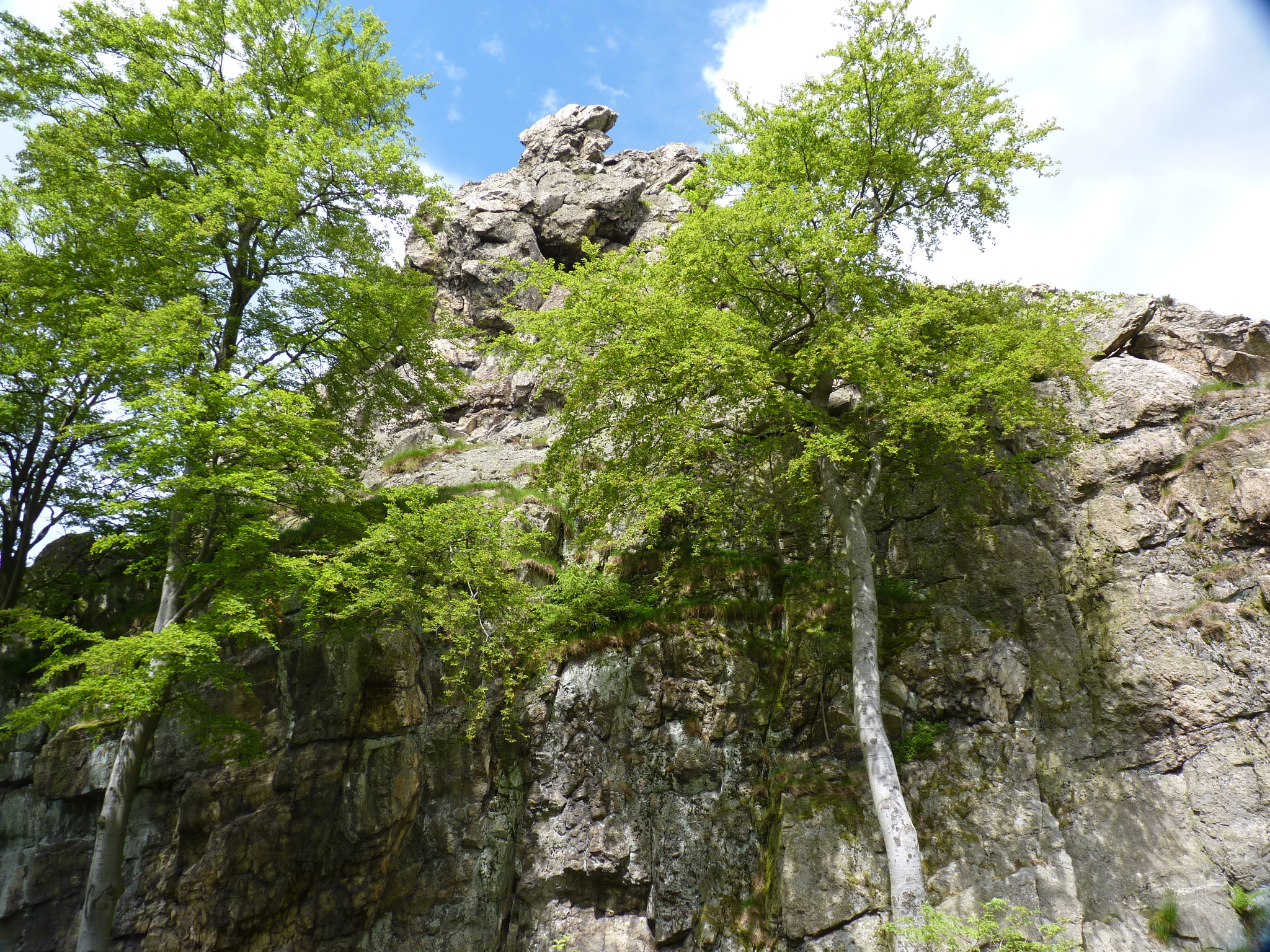
Ostecke des Bornstein

### Feldstein
Der Feldstein (im Südsüdwesten) hat etwa 45 m Felshöhe. Sein Gipfel befindet sich auf rund 756 m Höhe. Der Fels hat eine Grundfläche von etwa 2.000 m². Sein Name leitet sich wahrscheinlich von Feld (Feld = weite Ebene) ab. Der Feldstein ist der einzige der vier Steine, der bestiegen werden darf – auf der Thomas-Neiss-Steige. Sein Gipfel, auf dem ein 9 m hohes Holzkreuz steht, überragt den Istenberggipfel um 28 m Höhe. Südöstlich unterhalb des Felsgipfels liegt auf 727,2 m Höhe ein trigonometrischer Punkt.

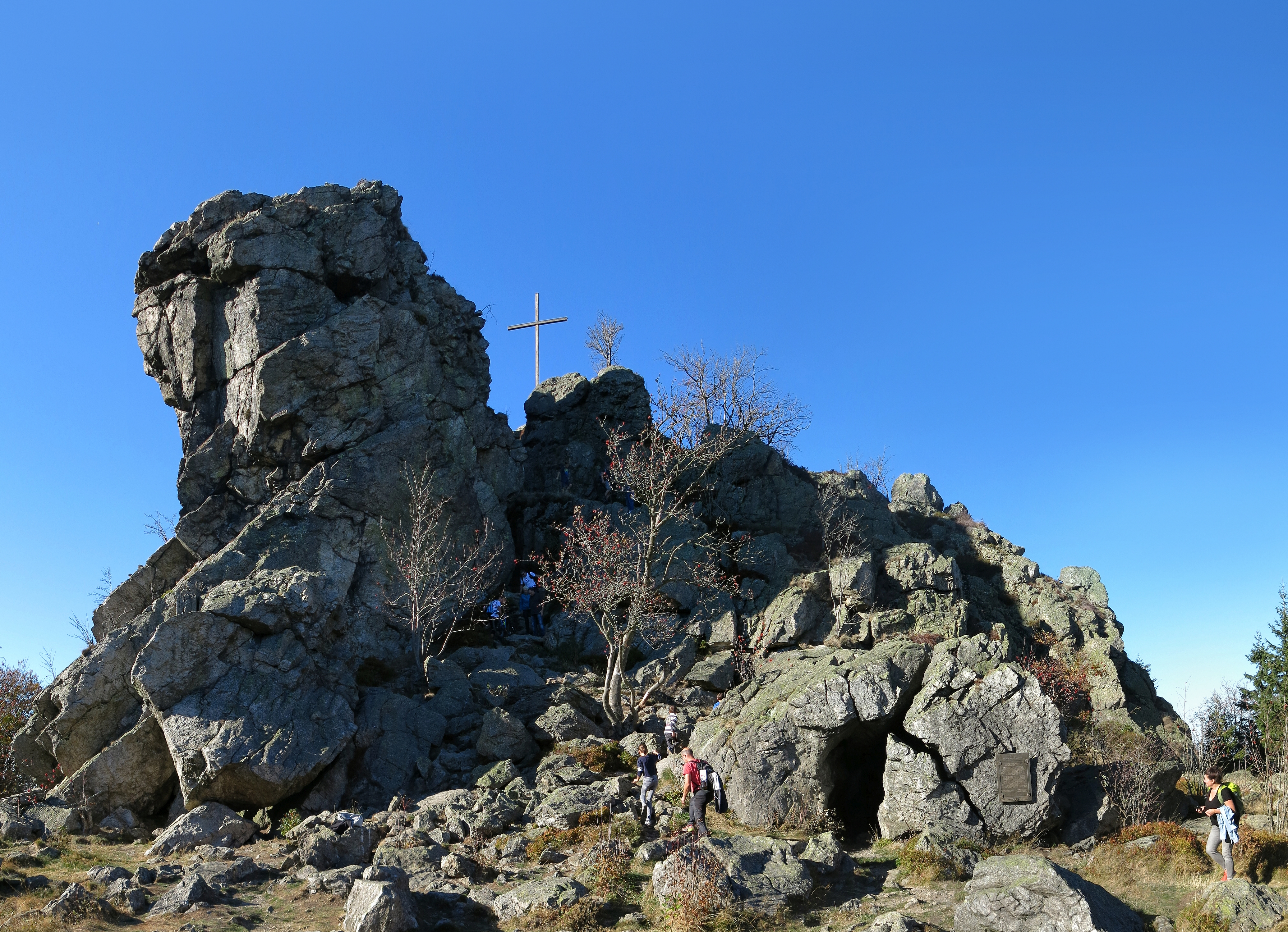
Feldstein, einziger begehbarer Fels der Bruchhauser Steine
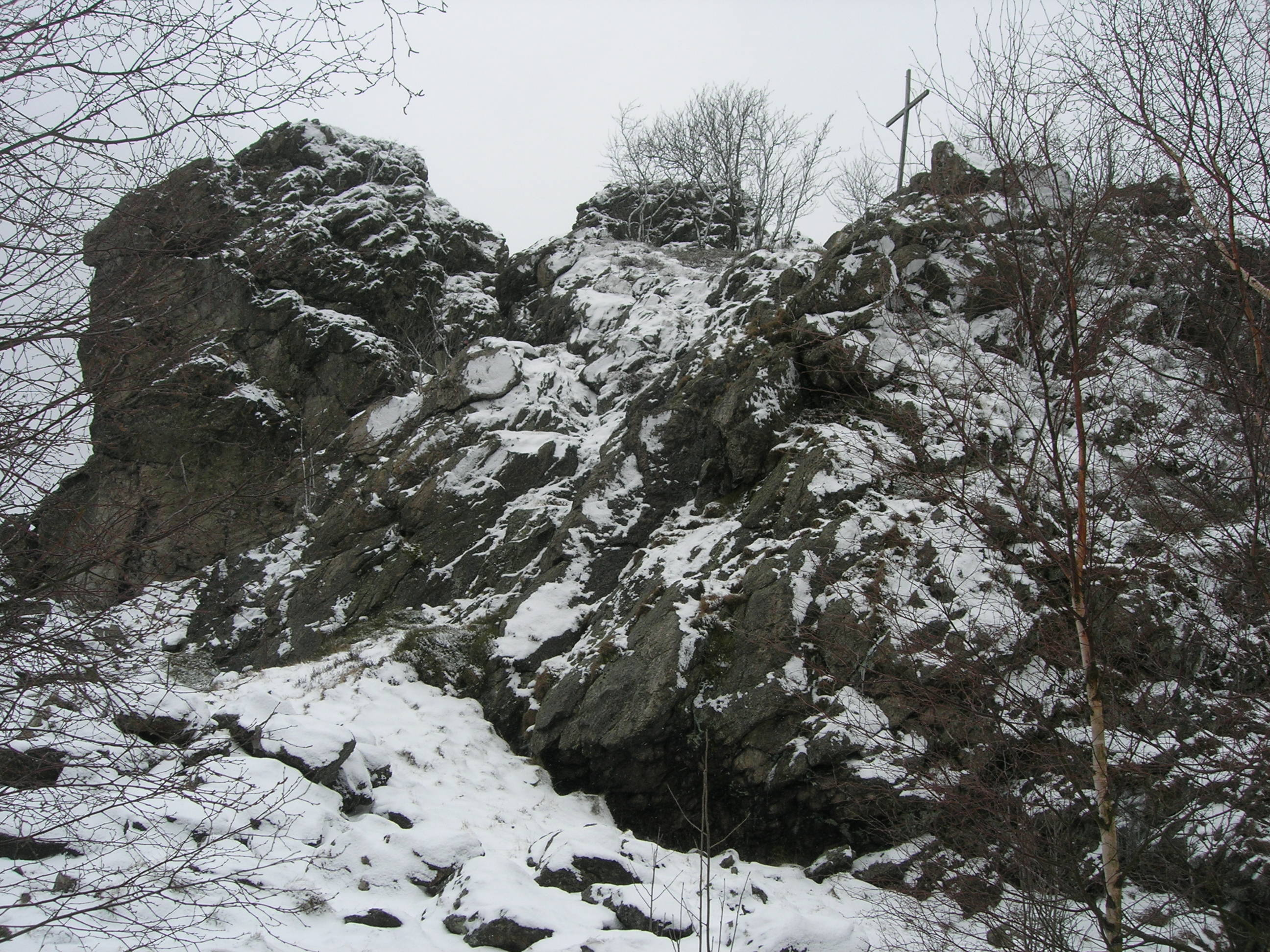
Feldstein im Winter
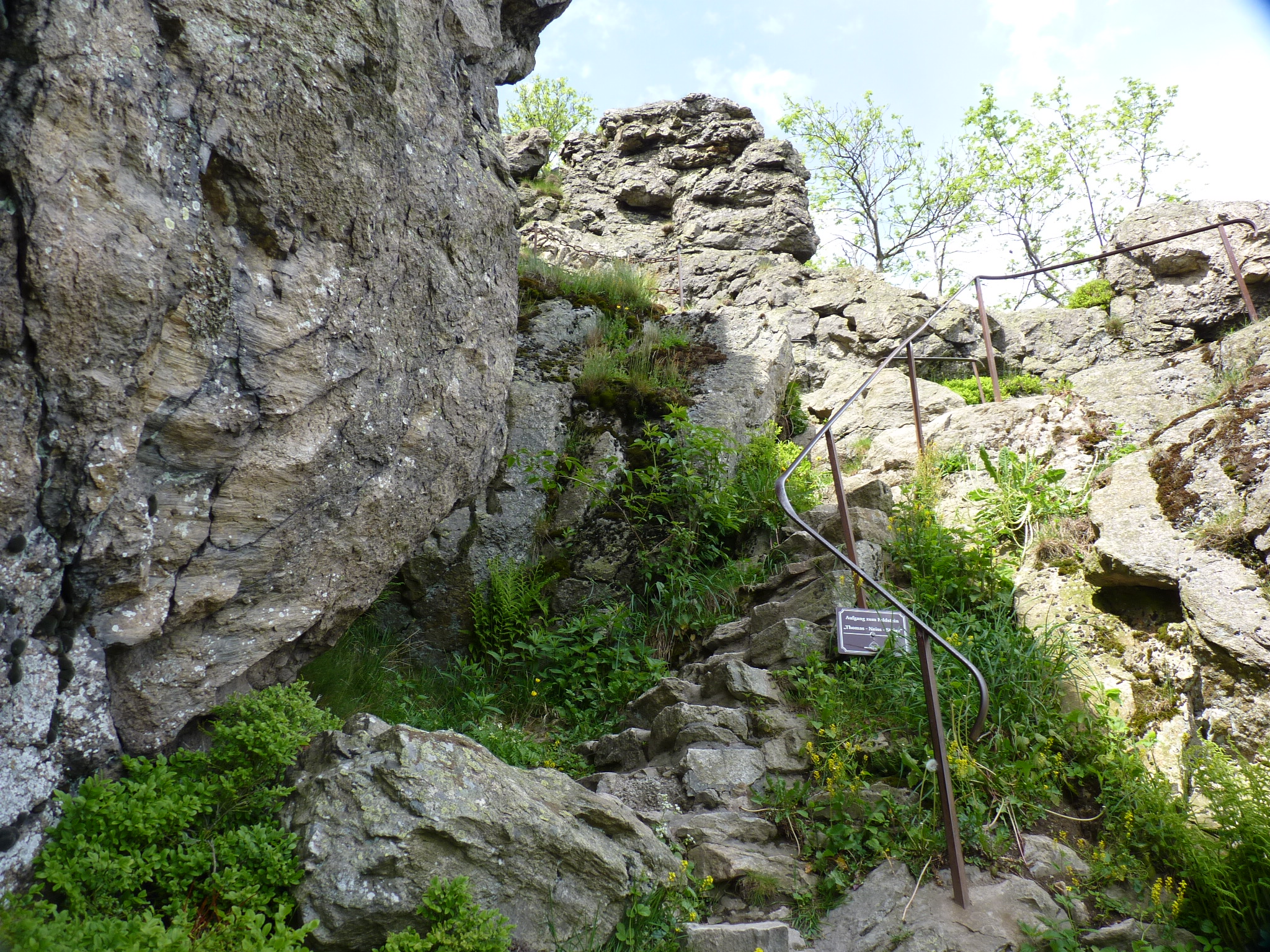
Thomas-Neiss-Steige: steiler Aufgang zum Feldstein
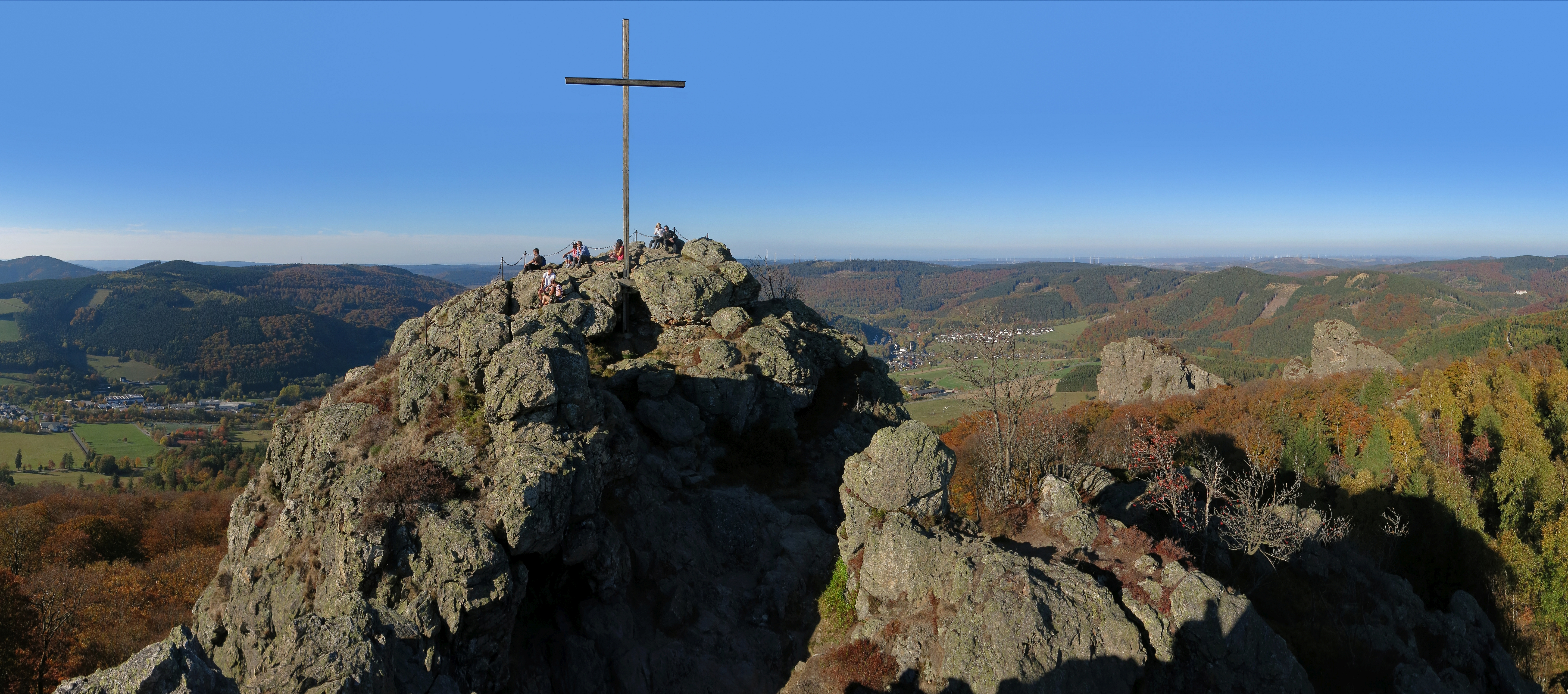
Gipfel des Feldsteins mit Blick nach Norden

### Goldstein
Der Goldstein (im Osten) ist etwa 60 m hoch. Sein Gipfel befindet sich auf rund 712 m Höhe. Der Fels hat eine Grundfläche von etwa 2.000 m². Sein Name rührt vermutlich von golden schimmernden Quarzeinschlüssen im Gestein. An der Ostflanke des Goldsteins befindet sich das Steingebilde Großer Kurfürst, dessen Profil (mit viel Phantasie) Ähnlichkeit mit dem Kopf des Großen Kurfürsten hat.

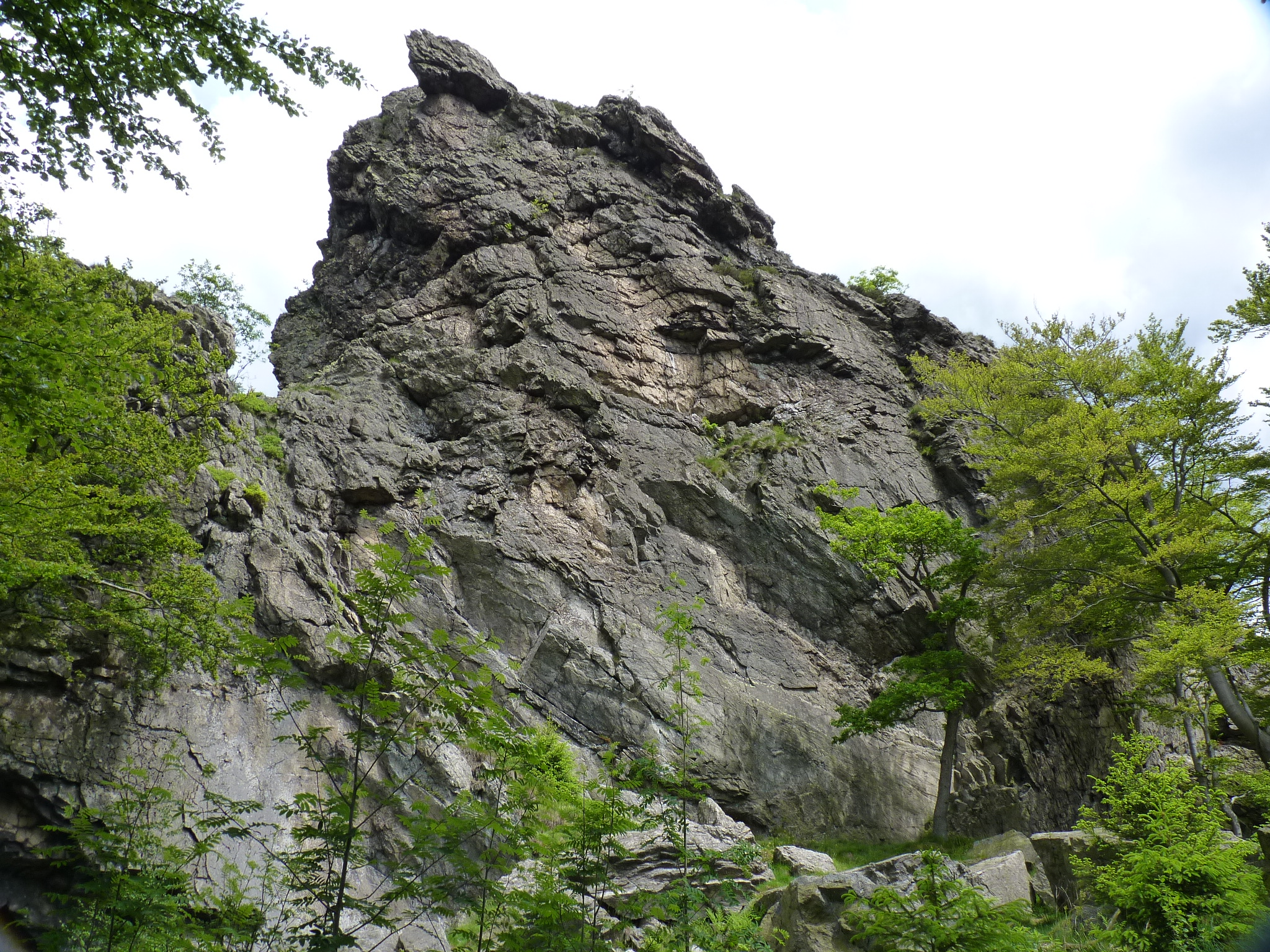
Goldstein
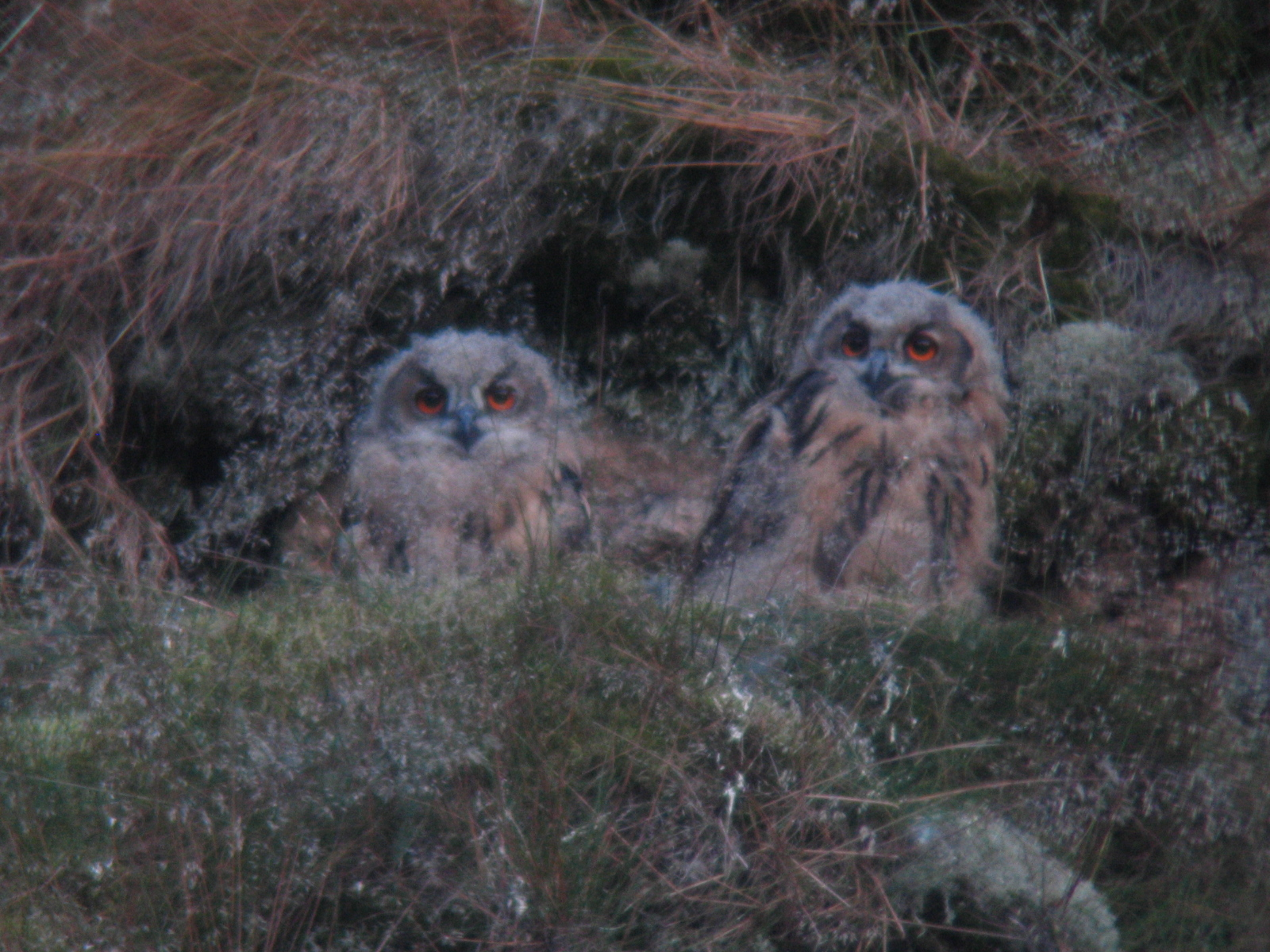
Zwei Junguhus am Goldstein (2005)
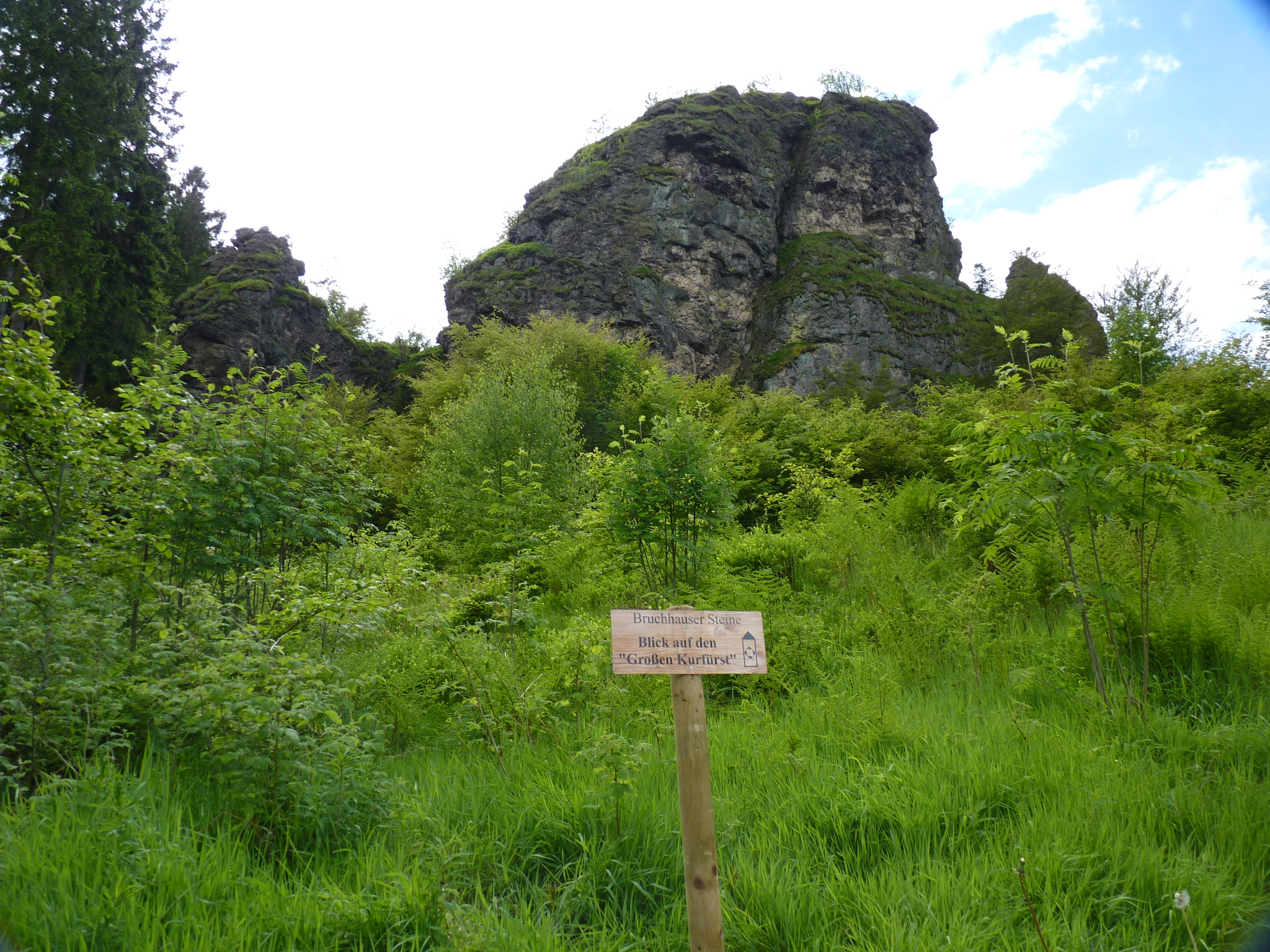
Großer Kurfürst, Felsgebilde am Goldstein

### Ravenstein
Der Ravenstein (im Westen) ist etwa 72 m hoch. Sein Gipfel befindet sich auf rund 701 m Höhe. Er hat eine Grundfläche von etwa 2.200 m². Sein Name ist wahrscheinlich eine Abwandlung von Rabenstein, also dem Stein der Rabenvögel.

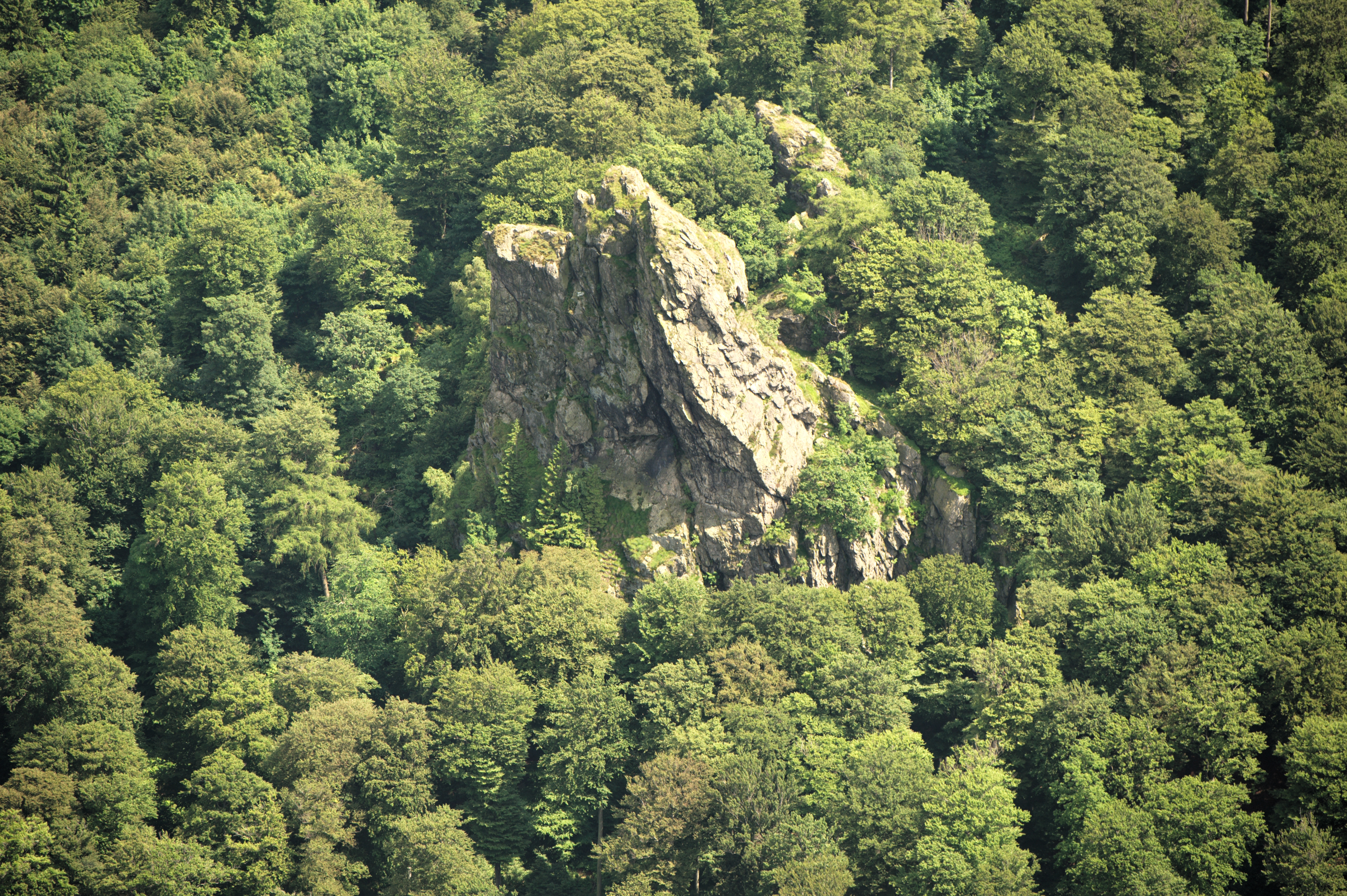
Ravenstein

## Geologie
Die Bruchhauser Steine bestehen aus Porphyr und das Grundgebirge aus weichem Tonschiefer, der sich vor rund 370 Millionen Jahren in der Zeit des Devon aus Ablagerungen eines urzeitlichen Meeres bildete. Bei späterem Vulkanismus vor 290 Millionen Jahren drang Lava in Spalten dieses Tonschiefers bis zum Meeresboden. Als die Lava erkaltete, entstanden je nach chemischer Zusammensetzung der Lava verschiedene Lava-Gesteine wie Diabas- und Quarzkeratophyre. Bei der Variskischen Faltung, etwa 100 Millionen Jahre später am Ende der Karbon-Zeit, wurde der ehemalige Meeresboden zu einem Hochgebirge aufgerichtet. In den folgenden Millionen Jahren wurde dieses Gebirge durch Erosion wieder abgetragen. Bei der Erosion widerstanden die Lava-Gesteine als vulkanische Härtlinge der Verwitterung besser als der sie umgebende Tonschiefer. So blieben die Felsen der Bruchhauser Steine stehen, während der sie umgebende Tonschiefer verschwand.

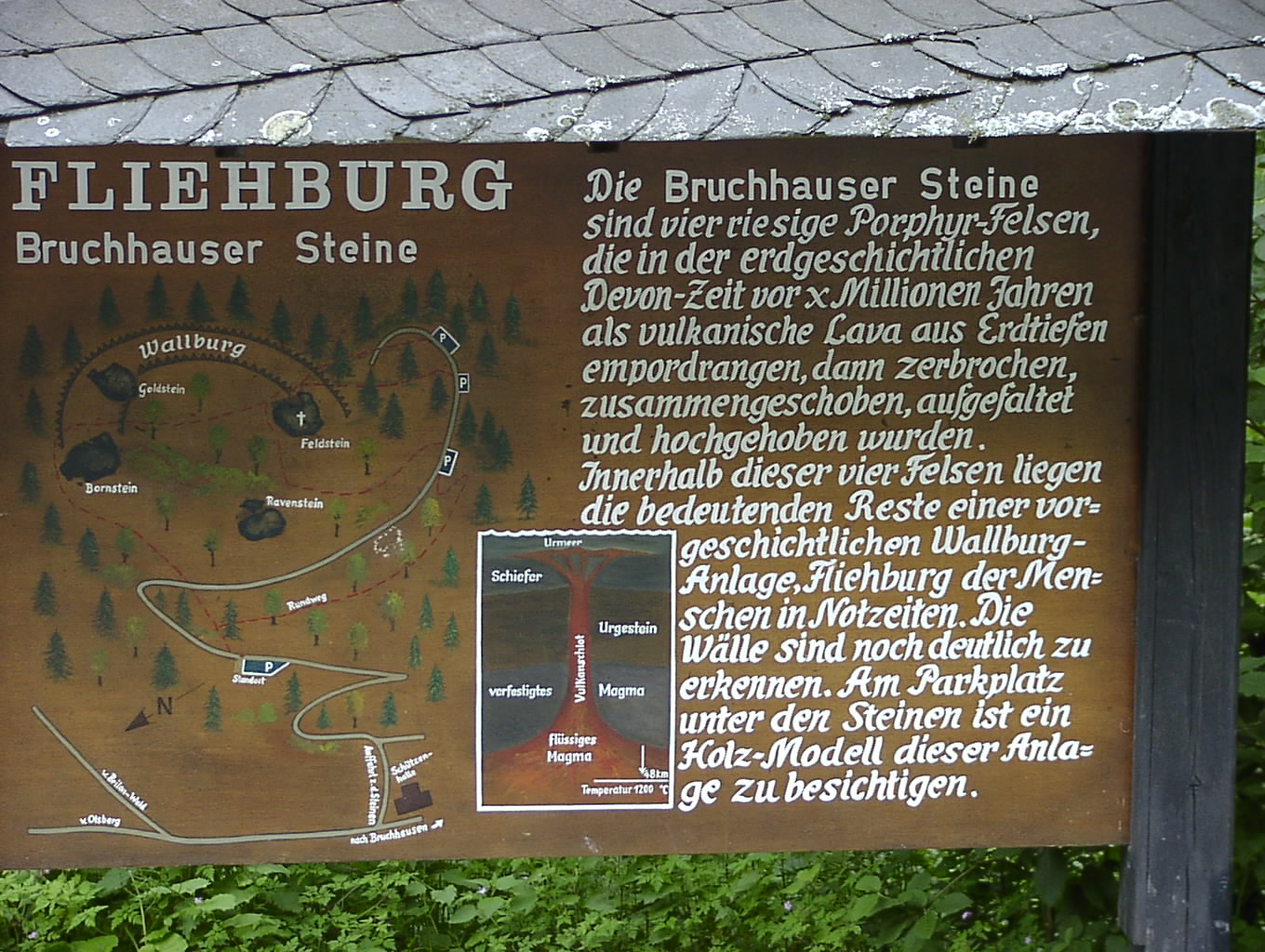
Informationstafel zur Wallburg Bruchhauser Steine

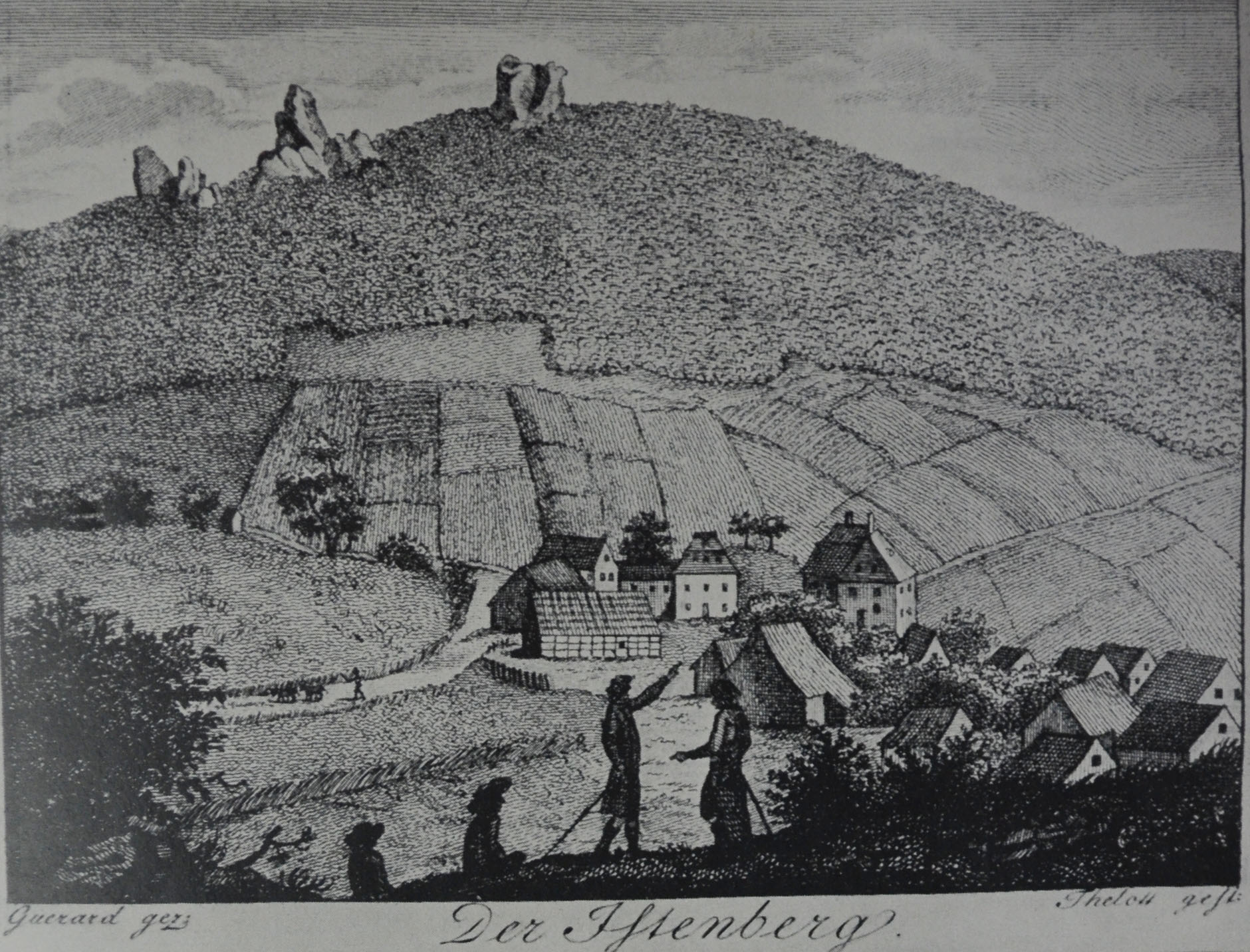
Bruchhauser Steine von Westen: älteste bekannte Ansicht mit Schloss Bruchhausen (Kupferstich; 1791)

## Vorgeschichtliche Funde
Zwischen den Bruchhauser Steinen lag früher die Wallburg Bruchhauser Steine, deren Befestigung die vier Hauptfelsen mit einschloss. Diese waren mit Wällen verbunden, von denen heute nur noch Teile sichtbar sind. Bei Ausgrabungen wurden in ihnen Pfostenlöcher früherer Holzpalisaden gefunden.
Die genaue historische Funktion und Bedeutung der Bruchhauser Steine sind bis heute unklar. Es wird eine Nutzung als vorgeschichtliche Fluchtburg angenommen. Auch eine Nutzung für kultische, wirtschaftliche, repräsentative, administrative und politische Funktionen wird vermutet. Unklar ist beispielsweise, ob die Bruchhauser Steine dauerhaft besiedelt waren oder nur als zeitweilige Fluchtburg dienten. Der Archäoastronom Burkard Steinrücken vermutet, dass die Bruchhauser Steine für Kalender-Peilungen von Mond- und Sonnenwende-Terminen benutzt wurden.
Aufgrund von Scherbenfunden auf und in der Umgebung der Felsen wird hier ein zu einem Felsheiligtum gehörender Versammlungsplatz vermutet. In dieselbe Richtung weist ein bronzener, eisenzeitlicher Hohlbuckel-Armreif, der 2013 gefunden wurde. Spekulationen, dass dies das bei Tacitus erwähnte berühmte Heiligtum Tamfana sei, sind aber nach derzeitigem Fundbestand nicht beweisbar.
Die Funde aus der 8 ha bis mindestens 11 ha großen Anlage datieren in die frühe und mittlere Eisenzeit (6./5. bis 3. Jahrhundert v. Chr.); nochmals aufgesucht wurde sie im frühen und hohen Mittelalter. Der älteste Fund war eine kleine Axt aus der Jungsteinzeit.
In den Jahren 1938, 1949 und 1996 bis 1998 fanden an den Bruchhauser Steinen Ausgrabungen im Bereich der Erdwälle statt.

## Flora und Fauna

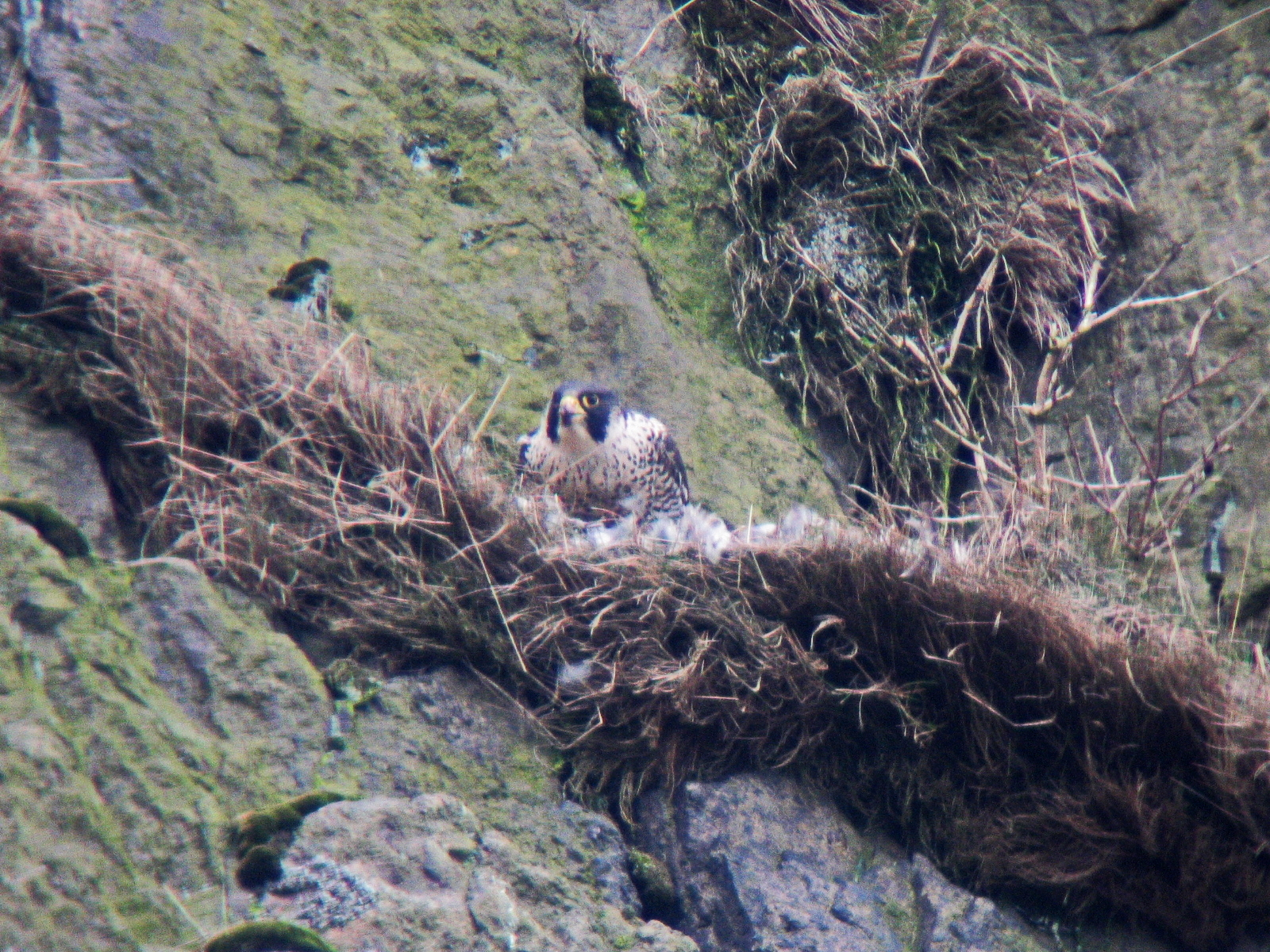
Weiblicher Wanderfalke am Bornstein

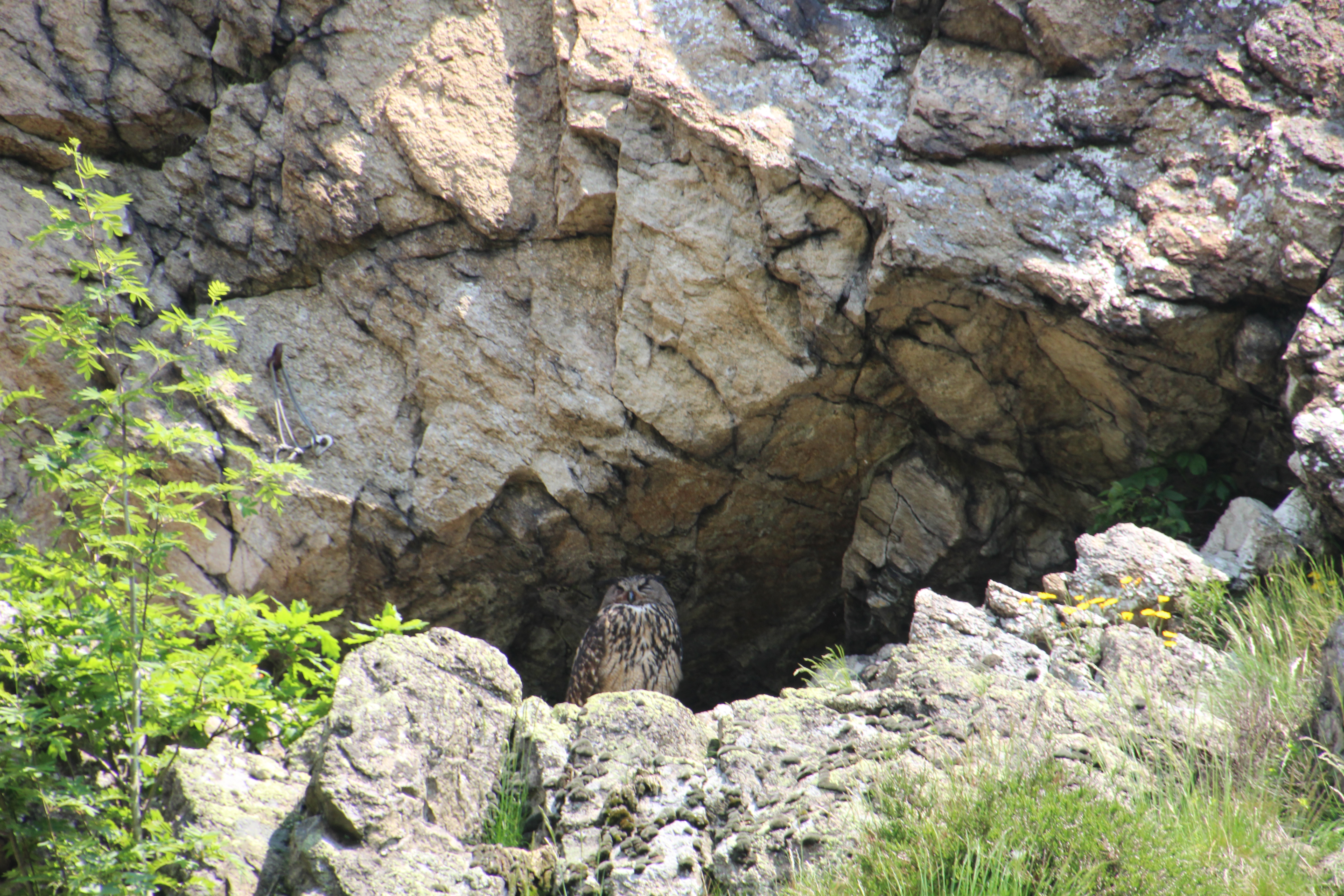
Adulter Uhu am Goldstein

Besondere floristische Bedeutung haben die Felsen für ganz Nordwestdeutschland durch die Alpen-Gänsekresse (Arabis alpina) an den Felsen Bornstein und Ravenstein, die als Relikt aus dem Eiszeitalter gilt und hier ein Vorkommen weit außerhalb ihres Hauptverbreitungsgebietes hat. Erst viel weiter im Süden im Schwarzwald gibt es die nächsten Vorkommen. Weitere Besonderheiten sind das Lotwurzblättrige Habichtskraut (Hieracium onosmoides) und das Blasse Habichtskraut (Hieracium schmidtii) am Feldstein. Die Wiesen unterhalb der Felsen sind der einzige Wuchsort des Gefalteten Frauenmantels (Alchemilla plicata) in Nordrhein-Westfalen. Die Moos- und Flechtenflora weist ebenfalls einige große Seltenheiten auf. Hier sind besonders das Blytts Kropf-Gabelzahnmoos (Kiaeria blytti), Spruces Gelbbeutelmoos (Marsupella sprucei), Douinis Moos (Douinia ovata) und die Übersehene Krätzflechte (Lepraria neglecta) zu nennen. Weitere sehr seltene Flechten wie die beiden Schüsselflechten Parmelia amphalodes und Parmelia incurva, ferner Schaeria tenebrosa und Lecidea caesioatra besitzen nicht einmal einen deutschen Vulgärnamen. Diese in Deutschland sehr seltenen Moose und Flechten haben ihren Verbreitungsschwerpunkt in den Alpen und in der Arktis.
Bis 1876 kam hier der Uhu (Bubo bubo) vor. Die letzte Brut 1876, mit drei Junguhus, wurde ausgeraubt und in den Zoo nach Münster gebracht. Wegen massiver Verfolgung gab es 1903 für lange Zeit die letzten Brut im Hochsauerland im Stadtgebiet von Brilon. Erst 1976 besiedelten gezüchtete und ausgewilderte Uhus wieder im Stadtgebiet Marsberg das Hochsauerland. Im Jahr 1995 wurden dann auch die Felsen wiederbesiedelt. Bruten wurden bisher am Ravenstein, Bornstein und Goldstein nachgewiesen.
Wanderfalken (Falco peregrinus) haben sicher nachgewiesen erstmals um 1900 gebrütet. Aber bereits Annette von Droste-Hülshoff, die bekannteste Schriftstellerin Westfalens, schrieb 1840: „Habichte, Falken und Käuze siedeln in den zerklüften Felsen und steigern durch ihr Gepfeife und lautloses Umkreisen der Zacken den Eindruck des wildpittoresken Bildes.“ Von 1967 bis 1972 waren die Bruchhauser Steine der einzige noch besetzte Platz in NRW. Danach blieben die Felsen wie ganz Deutschland nördlich des Neckars unbesiedelt. Starke Schutzmaßnahmen führten zur Bestanderholung des Wanderfalkens und 1989 zur Wiederbesiedlung. Der Wanderfalke hat bisher am Bornstein und Ravenstein gebrütet.
Im Schutzgebiet Bruchhauser Steine kommen auch die Vogelarten Raufußkauz, Schwarzspecht und Grauspecht vor. Frühere Brutvögel sind Kolkrabe, Dohle und Turmfalke.

## Schutzgebiete
Die Bruchhauser Steine sind amtlich als Bodendenkmal und zudem als Naturschutz-, Fauna-Flora-Habitat- und Vogelschutzgebiet ausgewiesen – jeweils mit der Bezeichnung Bruchhauser Steine. An diese Schutzgebiete grenzt das Landschaftsschutzgebiet Olsberg.
Am 24. März 2017 wurden die Bruchhauser Steine als zweites Nationales Naturmonument in Deutschland ausgewiesen.

## Nationaler Geotop
Am 12. Mai 2006 wurden die Bruchhauser Steine als Nationaler Geotop ausgezeichnet. Bei dieser Gelegenheit wurde das Prädikat Nationaler Geotop sowie vom Bundesministerium für Bildung und Forschung das Logo planeterde verliehen. Außerdem wurden die Geotope in einem Begleitbuch gewürdigt. Die Auszeichnung war das Ergebnis eines Wettbewerbs der Akademie der Geowissenschaften zu Hannover (AGH). Es wurden 77 bedeutende Geotope in Deutschland als Nationaler Geotop ausgezeichnet, im Sauerland neben den Bruchhauser Steinen nur noch das Felsenmeer Hemer.

## Trägerschaft
Das Gebiet um Bruchhausen gehörte historisch den Herren von Bruchhausen auf Schloss Bruchhausen, deren Aufgabe es war, die Staatsgrenze zwischen Kurköln und Waldeck zu sichern. Nach deren Aussterben gingen die Ländereien 1475 an die Herren von Gaugreben, die dort bis 1937 ansässig waren. Ihre Erben, die Freiherren von Fürstenberg, verkauften das ca. 85 ha große Waldgebiet um die Bruchhäuser Steine 1992 an das Land Nordrhein-Westfalen, welches die Stiftung Bruchhauser Steine gründete; dabei wurde Hubertus Baron von Fürstenberg(-Gaugreben) erster Stiftungspräsident. Das Amt wird an seine Nachkommen vererbt. Im Januar 2025 übernahm Fürstenbergs Tochter Freifrau Nadja de Pierpont von Fürstenberg das Amt der Stiftungspräsidentin.
Auf Flugblättern macht die Stiftung die Felsen Touristen als Boden- und Kulturdenkmal bekannt und auf seiner Webseite als Naturdenkmal. Amtlich sind sie jedoch nur als Bodendenkmal klassifiziert.

## Info-Center, Eintritt und Besucherzahlen
Etwas westlich unterhalb der Bruchhauser Steine steht auf knapp 525 m Höhe das Informations- und Service-Center Bruchhauser Steine der Stiftung Bruchhauser Steine, im Folgenden Info-Center genannt. Dort ist der offizielle Eingang zu den Felsen. Besucher müssen ein Eintrittsgeld bezahlen und für ihr Fahrzeug eine Parkgebühr entrichten. 2015 wurde die jährliche Anzahl zahlender Besucher mit etwa 15.000 angegeben, etwa 1.000 Besucher nahmen an einer Führung durch einen Naturführer der Stiftung teil.

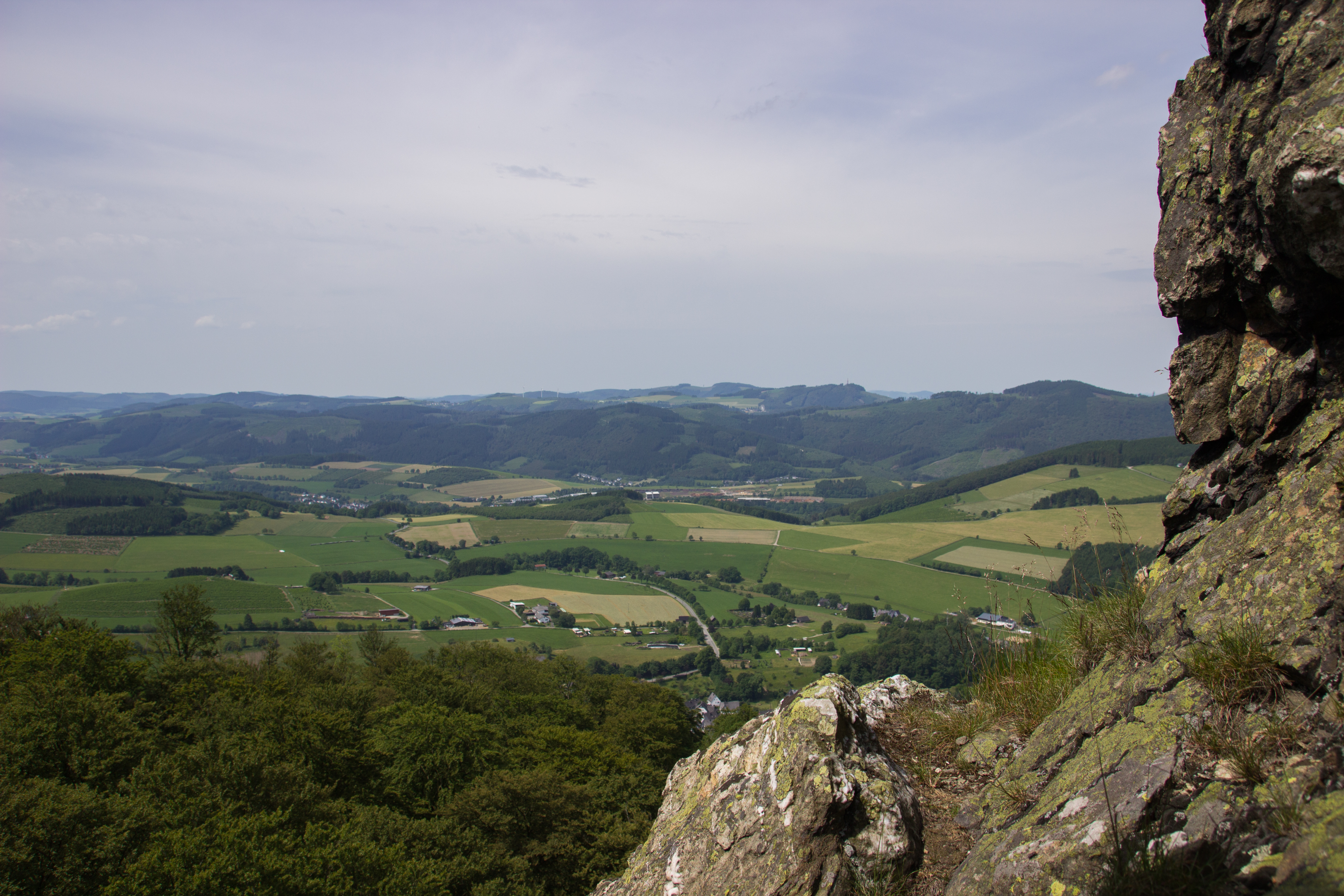
Blick vom Feldstein nach Südwesten; vorne Randlagen von Bruchhausen; am Horizont der 7,9 km entfernte Stüppelturm

## Wandern und Aussichtsmöglichkeit
Wenige Meter unterhalb des Info-Centers führt der Rothaarsteig vorbei. An ihm beginnend kann man aufwärts zu den Felsen gelangen. Über verschiedene Pfade mit Informationsschildern, wie Wald und Forstpfad, Archäologische Pfad, Geologischer Pfad und Gaugreben’scher Jägersteig kann man das Gebiet der Felsen erkunden. Da alle Pfade aneinander anschließen, können sie auch als Rundweg durchlaufen werden.
Die Felsen sind als Klettergebiet seit 1989 ganzjährig gesperrt, um die dortige Natur zu schützen. Jedoch darf man den Feldstein auf der steilen, teils mit Geländer und Ketten gesicherten Thomas-Neiss-Steige erklimmen. Vom Gipfel hat man Aussicht hinab nach Bruchhausen, in das umgebende Rothaargebirge, zum Fredeburger Land im Südwesten, zum Arnsberger Wald im Nordwesten und zum Teutoburger Wald im Norden.

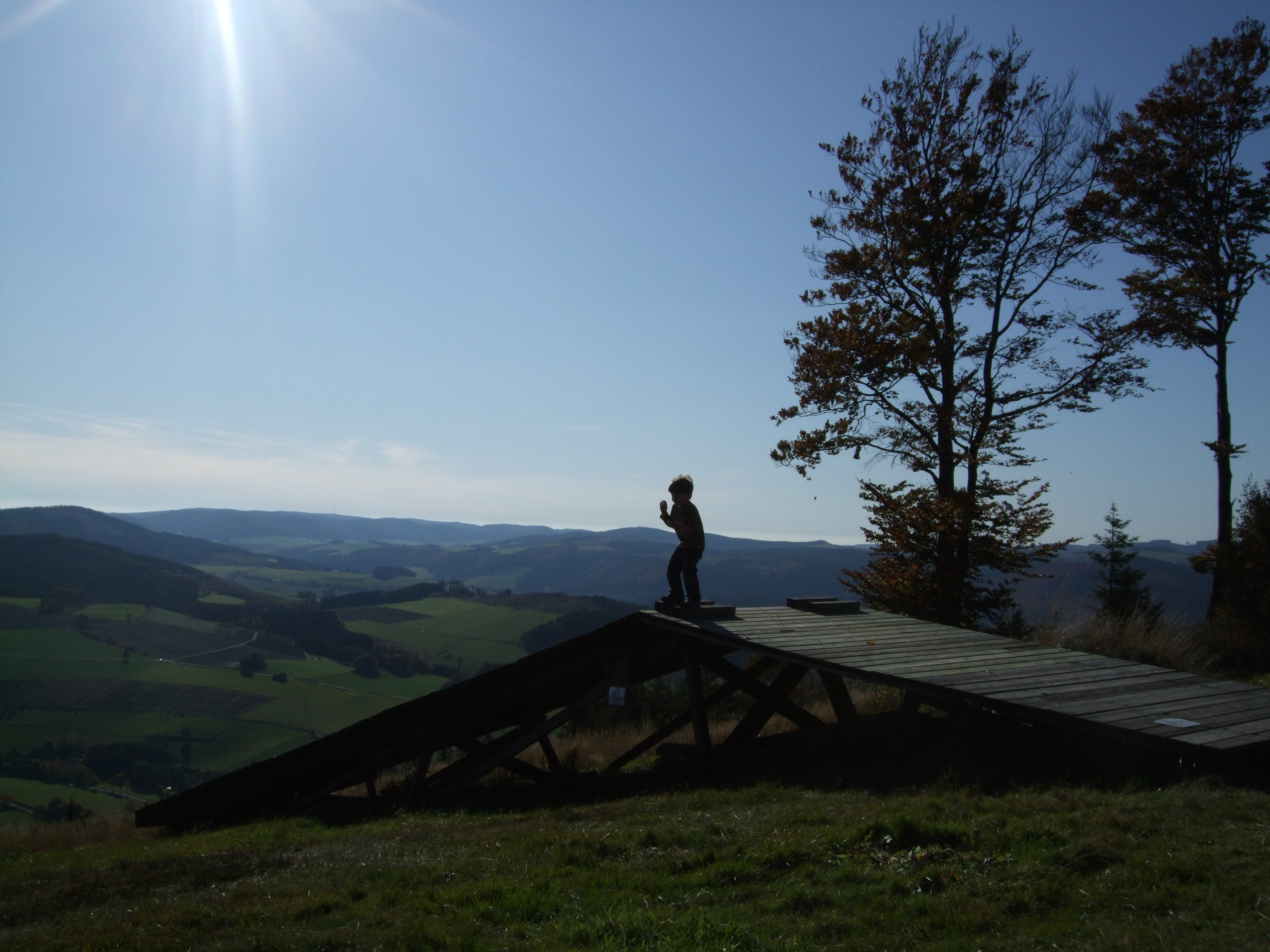
Startrampe für Gleitschirmflieger südlich der Bruchhauser Steine auf dem Westhang des Istenbergs

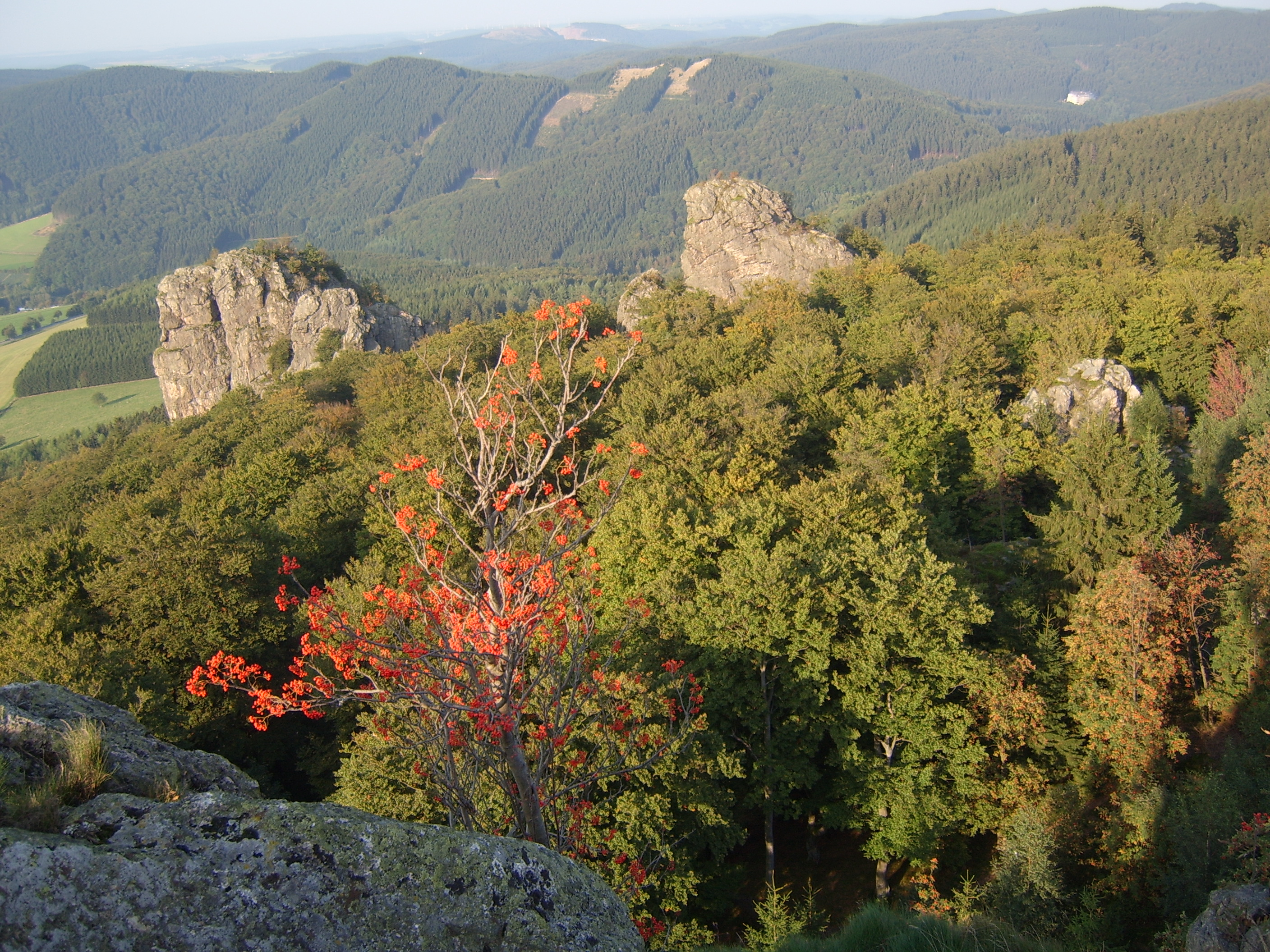

## Gleitschirmfliegen
Etwa 300 und 630 m südsüdöstlich des Feldsteins liegen zwei Startplätze für Gleitschirmflieger, der Südwest-Startplatz mit Drachenrampe und der West-Startplatz. Eine am Info-Center beginnende Stichstraße führt westlich an den Felsen vorbei zu ihnen und endet am Wandererparkplatz auf den westlichen Hochlagen des Istenbergs.

## Verkehrsanbindung
Die von Assinghausen im Südwesten kommende Kreisstraße 47 durchquert das am Westfuß des Istenbergs liegende Bruchhausen und mündet etwas nördlich der Ortsgrenze in die Landesstraße 743 (Olsberg–Elleringhausen–Brilon-Wald/B 251), die am nördlichen Unterhang des Berges entlangführt.
Am Nordrand von Bruchhausen zweigt von der K 47 eine schmale Stichstraße ab, die im Zickzack aufwärts und nach Osten zum gebührenpflichtigen Wandererparkplatz am Info-Center am Hang unterhalb der Felsen führt. Von dort aus kann man gegen Bezahlung auf der Straße weiter bis zum vorgenannten Parkplatz am Istenberg fahren.